# Karibib
Karibib este un oraș din Namibia. A fost fondat în anul 1849 și este cunoscut pentru exploatările de aur.

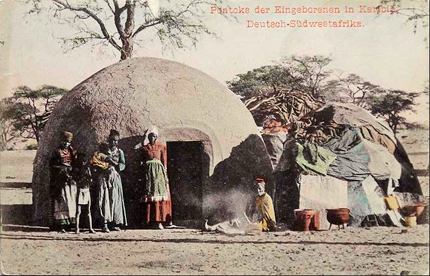
Karibib, Pontok - casa tradițională, la sfârșitul anului 19 secol

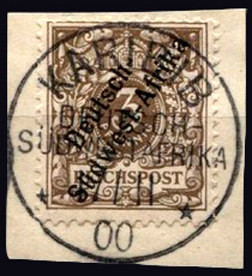
Timbre pentru Germania de Sud Africa de Vest, data poștei Karibib 1900

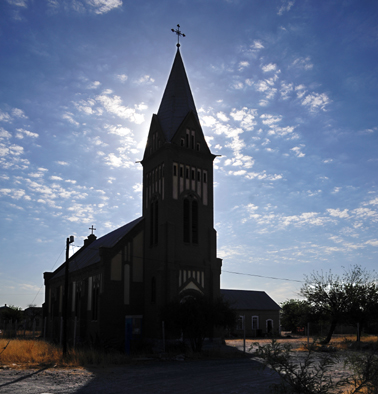
Biserica din Karibib